# Hochgeschwindigkeitskamera
Hochgeschwindigkeitskameras dienen dazu, Vorgänge aufzunehmen, die entweder
extrem kurzzeitig sind oder extrem schnell ablaufen oder auch beide Bedingungen erfüllen (Zeitlupe). Hochgeschwindigkeitskameras sind überall dort im Einsatz, wo Bewegungen oder Materialverhalten analysiert werden müssen, die für das menschliche Auge oder herkömmliche Kameras nicht zu erfassen sind. Normale Kinokameras belichten 24 Bilder pro Sekunde, bei Fernsehfilmen benutzt man entweder 25 (PAL, SECAM) oder 29,97 (NTSC). Durch Hochgeschwindigkeitskameras kann eine Sekunde Aufnahmezeit auf mehrere Minuten oder sogar Stunden Wiedergabezeit ausgedehnt werden.

## Verfahren
Es existieren vier unterschiedliche Typen von Hochgeschwindigkeitskameras:

### Filmbasierte Verfahren
- Hochgeschwindigkeits-Filmkameras: 360 BpS
- Drehprismenkameras: 10.000 BpS

Solche Hochgeschwindigkeitskameras belichten, indem sie den Film über ein Prisma laufen lassen, statt einen Verschluss zu verwenden.
- Trommelkameras: 20.000 BpS
- Drehspiegelkameras: bis zu 25 Millionen BpS

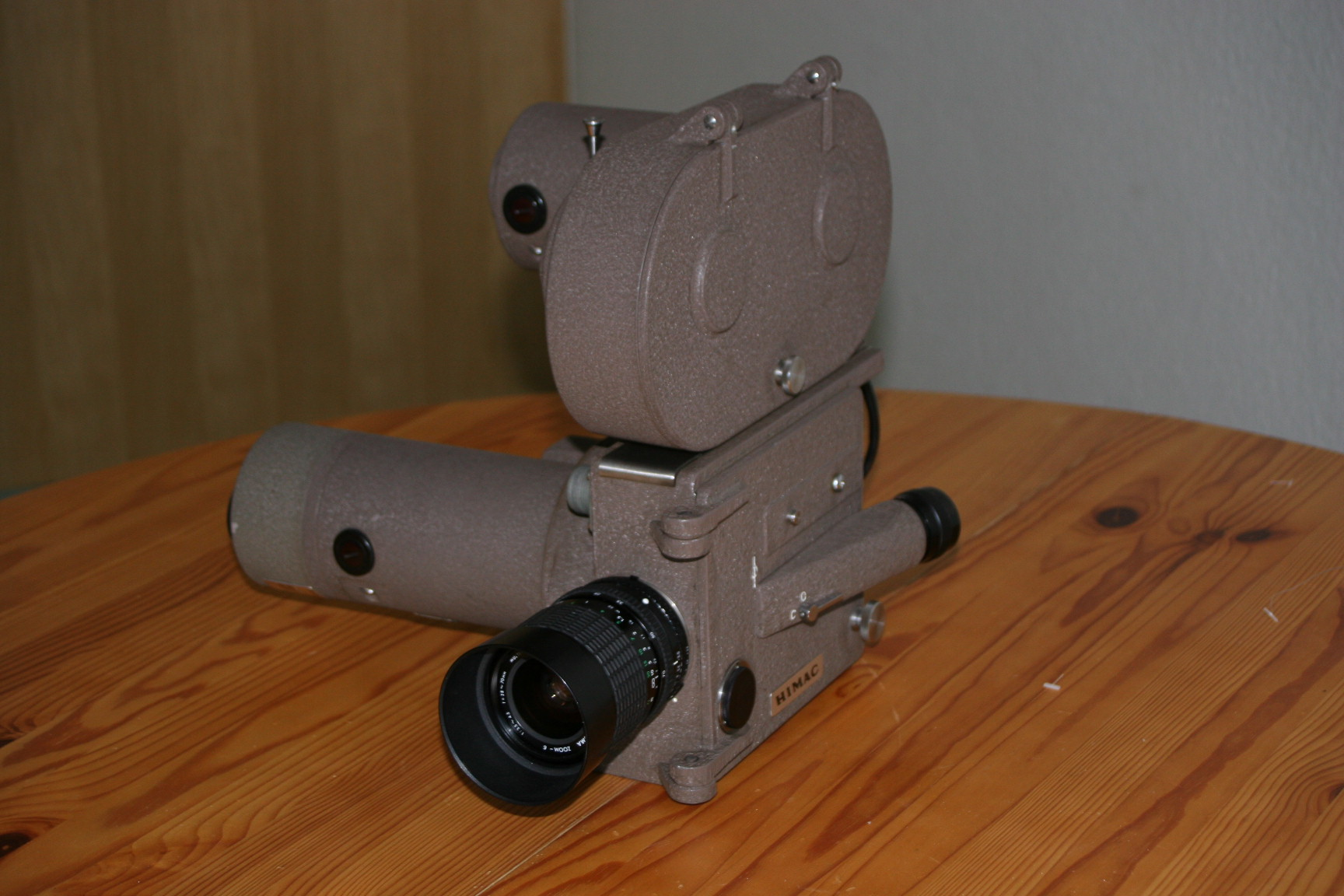
Hitachi 16HM Drehprismenkamera mit max. 10.000 Bilder/Sekunde für 16-mm-Film, Baujahr um 1970
Innerer Aufbau einer Hitachi 16HM, deutlich ist das silberglänzende Transportzahnrad hinter dem Objektiv zu erkennen

### Digitale Verfahren
Für Hochgeschwindigkeitskameras kommen ausnahmslos gestackte CMOS-Sensoren zum Einsatz. Übliche native Auflösungen liegen zwischen 1 Megapixel (2021: bis 76.000 fps) und 10 Megapixel (2021: bis 1000 fps). So gut wie alle Kameras erlauben eine weitere Erhöhung der Bildrate unter Verzicht von Auflösung durch Reduzierung des Bildfeldes (Cropping) und/oder durch Zusammenfassen von Pixeln (Binning) (2021: 41 kPixel bei 1,75 Mio. fps). Stand Anfang 2025 (nac Image Technology Inc., MEMRECAM ACS-1 M60) sind 220.000 fps bei 0,98 Megapixel bzw. 120.000 fps bei 1,15 Megapixel.
Limitiert wird die Geschwindigkeit durch die Ausleseelektronik und der eingesetzten AD-Wandler. Üblicherweise gibt es eine Ausleseelektronik und einen AD-Wandler pro halber Zeile (d. h. bei 1280 × 800 Pixel gibt es 2560 Ausleseelektroniken und 2560 AD-Wandler on Chip). Die Daten werden je nach Aufnahmelänge und Geschwindigkeit auf drei Arten behandelt:
- Speichern auf internem RAM (bis 512 GByte z. B. für 5 Sekunden Aufnahmedauer)[1]
- Speichern auf internem Flash-Speicher oder auf entnehmbaren Flash-Cartridges
- Sofortige Ausgabe ohne Zwischenspeicherung über bis zu 12 SDI-Links oder bis zu 12 Camera Links.

Bei Speicherung auf internem Speicher erfolgt das Auslesen meist per Ethernet (1G bis 10G).
Dabei sind mit heutigen HS-Kameras (Highspeed-Video) Bildraten um die 1 Mio. Bildern pro Sekunde möglich. Die Auflösung beträgt dann, abhängig vom Kamerahersteller, bestenfalls 312 × 260 Pixel.
Digitale Hochgeschwindigkeitskameras haben einen beschränkten internen Speicher, in dem (in Abhängigkeit von Auflösung und Aufnahmegeschwindigkeit) nur eine begrenzte Anzahl Bilder gespeichert werden können (100 Bilder im Falle des IS-CCD-Sensors). „Langzeitrecorder-Systeme“ umgehen diese Begrenzung, in dem sie die Daten direkt auf externen Speichermedien ablegen.
In der Aufprallanalyse ist zurzeit eine Auflösung von 1024 × 768 Pixeln (Bildpunkten) üblich. Neuere hochauflösende Kamerasysteme erreichen eine Auflösung von 2048 × 2048 Pixeln (bei 1000 BpS) oder 1504 × 1128 Pixeln. Zurzeit ist es nicht möglich, diese hohe Auflösung (1504 × 1128 px) gemeinsam mit sehr hohen Geschwindigkeiten (1 MBpS) und einer hohen Bildanzahl (100 Bilder) zu realisieren.

#### Speicherung bei digitalen Hochgeschwindigkeitskameras
Hochgeschwindigkeitskameras verfügen in der Regel über einen internen Ringspeicher. Wird eine Kamera gestartet, so nimmt diese unentwegt mit den eingestellten Parametern auf, bis der Kamera über ein Trigger-Signal mitgeteilt wird, dass der aufzunehmende Vorgang nun stattgefunden hat oder bald stattfinden wird. Nach Erhalt des Trigger-Signals wird der noch evtl. verbleibende Ringspeicher mit Aufnahmen gefüllt und der Aufnahmevorgang beendet. Im Anschluss stehen die Bilddaten des Ringspeichers für weitere Zwecke zur Verfügung.
Bei Langzeitrecord-Systemen hingegen werden die Daten nicht in der oben beschriebenen Ringspeicher-Methode, sondern sequentiell auf externe Speichermedien geschrieben. Somit ist bei diesen die Aufnahmekapazität direkt abhängig von der Größe des Speichermediums. Üblicherweise wird hier ein RAID-Festplattensystem verwendet, das je nach Datenrate zwischen einigen Minuten und einigen Stunden Aufzeichnungsdauer ermöglicht.
Zusätzlich zu den elektrisch eingespeisten Trigger-Signalen, gibt es bei modernen Kameras auch die Möglichkeit, ein Trigger-Signal über das aufgenommene Bild oder über die Position der Kamera einzuspeisen. Einige Hochgeschwindigkeitskameras verfügen über Bild-Trigger. Bei diesen Kameras wird ein Trigger-Signal durch bestimmte Aktionen im Bild ausgelöst. Die Bewegung von Objekten im Bild wird als Aktion durch die Firmware (Software) der Kamera registriert und löst die eigentliche Aufnahme aus (Trigger). Andere Kamerasysteme verfügen aber auch über GPS-Empfänger, die eine Aufnahme auslösen, wenn die Kamera sich an einer bestimmten Position befindet oder diese passiert.
Nach der erfolgreichen Aufnahme werden die aufgenommenen Daten weiterverarbeitet und archiviert. Die Kamerasoftware liest die einzelnen Bilder aus der Kamera aus und fügt diese auf Wunsch zu einem Video zusammen.

### Elektronische Verfahren
- Bildwandlerkameras: 20 Millionen BpS
- High-Speed-Framing-Kameras: 500 Millionen BpS

Mit Hilfe von hochspezialisierten High-Speed-Framing-Kameras kann man Frequenzen bis zu 500 Millionen Bilder pro Sekunde erreichen. Eine volle Sekunde wird hier jedoch nicht aufgenommen; die aufzunehmenden Vorgänge laufen meist innerhalb weniger Mikrosekunden ab.
Eindimensionale Aufnahmen sind mit Streakkameras möglich. Mit dieser Technik lassen sich Ende 2011 Bilder mit einer Frequenz von 600 Milliarden Aufnahmen pro Sekunde umsetzen.

## Auslöser
Ein Problem bei Aufnahmen mit Hochgeschwindigkeitskameras liegt darin, die Aufnahme im richtigen Moment zu starten, da die zu filmenden Vorgänge sehr kurz und oft schon vorbei sind, ehe sie mit dem menschlichen Auge wahrgenommen werden. Jede Hochgeschwindigkeitskamera verfügt daher über mindestens eine so genannte Trigger-Möglichkeit. Meistens ist dies ein extern eingespeistes elektrisches Signal.

## Belichtung
Ein wichtiger Faktor bei allen Kameraaufnahmen und Fotografien ist die Belichtung. Im Bereich der Hochgeschwindigkeitsaufnahmen ist sie sogar noch wichtiger als in anderen Bereichen der Bilderstellung. Während die handelsüblichen Fotoapparate und Camcorder mit Belichtungszeiten im Millisekunden-Bereich [ms] arbeiten, liegen die Belichtungszeiten von Hochgeschwindigkeitskameras je nach Aufnahmegeschwindigkeit im Mikrosekunden-Bereich. Die Belichtungszeit für jedes Einzelbild wird also sehr kurz (≤ 1/15.000 s), weshalb mit steigender Bildzahl immer hellere Lichtquellen benötigt werden. Da derart hohe Bildfrequenzen meist bei extrem kurzen Vorgängen verwendet werden, kommen oft starke Blitzgeräte oder sehr starke Dauer-Leuchtquellen (mehrere Kilowatt Lichtleistung) zum Einsatz. Generell gilt, dass Hochgeschwindigkeitskameras wegen der sehr kurzen Belichtungszeiten viel Licht brauchen, um eine sinnvolle Helligkeitsdynamik und Schärfentiefe zu erreichen. Zu diesem Zweck werden die zu filmenden Objekte sehr hell ausgeleuchtet. Mitunter ist es so, dass die richtige Ausleuchtung der zu filmenden Objekte mehr Aufwand verursacht als der tatsächliche Filmvorgang und die anschließende Bildbearbeitung. Auch führt das intensive Licht für Hochgeschwindigkeitsaufnahmen oft dazu, dass die zu filmenden Objekte während des Filmvorganges derart heiß werden, dass sie schmelzen oder in Brand geraten können.
Zu erwähnen ist im Zusammenhang mit der Belichtung auch, dass schwarzweiß (monochrom) funktionierende Hochgeschwindigkeitskameras bei gleicher Belichtungszeit bis zu dreimal empfindlicher sind als Farbkameras gleichen Typs. Somit müssen bei Farbkameras teilweise um den Faktor drei längere Belichtungszeiten oder entsprechend stärkere Lichtquellen verwendet werden als bei Schwarzweißkameras.

## Anwendungen
Anwendung finden diese Kameras unter anderen in folgenden Bereichen:
- beim Film (vorrangig für Effektaufnahmen, in der Werbung und für extreme Zeitlupe im Sport mit bis zu 4000 BpS)
- in der naturwissenschaftlichen Grundlagenforschung, z. B. um Theorien über Turbulenzen empirisch zu überprüfen, Particle Image Velocimetry (PIV)
- in der Automobilindustrie, z. B. bei Crashtests
- in der Wehrtechnik, z. B. um Verformung von Material unter Beschuss zu analysieren (siehe Cranz-Schardin-Verfahren)
- in der Medizin, z. B. um Stimmlippenschwingungen aufzuzeichnen[2]
- in Produktionsstraßen, z. B. bei der Fehlersuche bei maschinellen Verpackungsvorgängen
- im Maschinen- und Apparatebau
- in der Schweißtechnik, Laserschweißen
- bei der Laborsimulation von Meteoriten-, Mikrometeoriten- oder Weltraummüll-Impaktvorgängen auf Planeten oder Satelliten

### Anwendungen beim Film (ähnlich Fernsehen)
Beim Film werden Hochgeschwindigkeitskameras zur bilddramaturgischen Betonung bestimmter Handlungsabschnitte eingesetzt.
Durch die Zeitdehnung wirken dargestellte Vorgänge wie z. B. Explosionen größer und mächtiger als das Originalmotiv. Unfälle sehen schmerzhafter aus. Gleichzeitig gewinnen viele Vorgänge durch die Aufnahme mit Hochgeschwindigkeitskameras an ästhetischer Qualität.
Wegen der hohen Materialkosten für Filmmaterial werden heute für Highspeedaufnahmen beim Film praktisch nur noch digitale Verfahren angewendet. Weil die erzeugten Aufnahmen in der Regel auf HD-Monitoren oder im Kino vorgeführt werden sollen, ist es nötig, dass die verwendete Kamera selbst bei höchster Aufnahmegeschwindigkeit immer noch ein Bild liefert, das dem besten denkbaren Wiedergabemedium angemessen ist. Im Kino wäre z. B. eine Auflösung von 2K oder mindestens Full HD notwendig. Moderne Highspeedkameras schaffen eine Auflösung von bis zu 4K, was auch für die Nachbearbeitung des gedrehten Materials noch genügend Spielraum lässt.

### Hochgeschwindigkeitskamera-Aufnahmen von Crashtests
In der Automobilindustrie werden Hochgeschwindigkeitskameras für die Analyse von Crashtests eingesetzt. Hier werden zumeist sogenannte beschleunigungsfeste Kameras (crash-fest oder HighG-fest) verwendet, die aufgrund ihrer Robustheit gegenüber starken Schlägen und Erschütterungen auch onboard (im Fahrzeug oder mit im Versuchsaufbau) ihre Aufgaben erfüllen können.
Die Automobilindustrie verwendet digitale Kamerasysteme. Im Bereich der Crash-Analyse werden die Hochgeschwindigkeitsaufnahmen mit 500 oder 1000 Bildern pro Sekunde durchgeführt, wobei 1000 Bilder pro Sekunde Standard sind.
Höhere Aufnahmegeschwindigkeiten als 1000 Bilder pro Sekunde sind in Standard-Crashtests nur selten erforderlich und werden meist nur für die Aufnahme von Airbagausfaltungen oder noch schnelleren Vorgängen verwendet. Da der Speicher einer digitalen Hochgeschwindigkeitskamera begrenzt ist, kann eine solche Kamera auch nur begrenzt lange aufnehmen. Wenn eine Kamera z. B. 1500 Bilder in einer bestimmten Bildauflösung speichern kann, ist eine Aufnahme mit 1000 Bildern pro Sekunde nach 1,5 Sekunden beendet. Würde man eine Aufnahme mit 10000 Bildern pro Sekunde durchführen, ist die Aufnahme bereits nach 150 Millisekunden beendet. Will man einen Vorgang über längere Zeit hinweg aufnehmen und analysieren, ergeben sich somit bei sehr schnellen Vorgängen und Aufnahmegeschwindigkeiten große Probleme, wenn eine Kamera mit dem klassischen Sensor→RAM Speicherprinzip verwendet wird. Moderne Langzeitsysteme schaffen hier Abhilfe.

#### Mechanische Belastbarkeit von Hochgeschwindigkeitskameras in Crashtests
In Crashtests der Automobilindustrie werden an Hochgeschwindigkeitskameras hohe Anforderungen bezüglich der mechanischen Belastung gestellt. Dazu werden crash-feste Hochgeschwindigkeitskameras eingesetzt, welche eine hohe Beschleunigung von bis zu 100 g (das 100-Fache der Erdfallbeschleunigung) in allen Achsen über einen Zeitraum von bis zu 25 ms aushalten können. Zudem müssen diese beschleunigungsfesten Kameras eine solide Anbindungsmöglichkeit an die Umgebungsstrukturen bieten. Natürlich muss eine crash-feste Hochgeschwindigkeitskamera auch ein gegen Schläge robustes Gehäuse aufweisen. Zudem spielen chemische Beständigkeit des Gehäuses und Schutz vor Staub und anderen Fremdkörpern eine wichtige Rolle. Auch die zu verwendenden Objektive müssen hohe Belastungen aushalten können. Sehr wichtig ist auch eine Unempfindlichkeit gegenüber der Umgebungstemperatur und der umgebenden Luftfeuchtigkeit. Die meisten digitalen Hochgeschwindigkeitskameras haben einen Temperatursensor im Gehäuse, der die Kamera zum Selbstschutz ausschaltet, wenn diese zu heiß wird.

#### Synchronisation mehrerer Hochgeschwindigkeitskameras/3D-Aufnahmen
In zunehmendem Maße werden auch Unfallsituationen einer 3D-Analyse unterzogen. Um eine 3D-Hochgeschwindigkeitsaufnahme zu erstellen, werden zwei oder mehr Hochgeschwindigkeitskameras gleichen Typs (der gleiche Kameratyp garantiert gleiche Verarbeitungsgeschwindigkeit der Synchronisationssignale) aus mehreren Perspektiven auf das zu filmende Objekt bzw. den zu filmenden Vorgang gerichtet. Der genannte Vorgang wird mit allen Kameras synchron aufgenommen. Anschließend wird mit einer grafikverarbeitenden Software am Computer aus den mehreren 2D-Aufnahmen eine 3D-Aufnahme errechnet. Für die Berechnung der 3D-Aufnahme ist das synchrone Ablaufen aller beteiligten Kamerasysteme unerlässlich. Selbst Abweichungen der Synchronität im Bereich von wenigen Mikrosekunden können das Ergebnis der 3D-Aufnahme stark verfälschen.
Von modernen Hochgeschwindigkeitskameras wird, beispielsweise in der Crash-Analyse, neben der hohen Aufnahmegeschwindigkeit auch eine hohe Bildsynchronität zwischen mehreren Kameras erwartet. Für eine eindeutige Analyse eines Vorganges muss der Zusammenstoß aus mehreren Perspektiven festgehalten werden. Synchrone Aufnahme aus verschiedenen Perspektiven ist daher unerlässlich. Daher haben alle modernen Hochgeschwindigkeitskameras aus der Crash-Analyse vielfältige Synchronisationsmöglichkeiten – zum Beispiel über einen externen Frequenzgenerator, welcher alle Kameras gleichzeitig mit einem hochstabilen Signal versorgt. Eine weitere Möglichkeit ist die Nutzung des GPS-Zeitsignals als gemeinsame Konstante. Als Grundvoraussetzung ist natürlich eine exakte Aufnahmegeschwindigkeit mit minimaler Abweichung der Periodendauer zwischen zwei aufeinander folgenden Bildern unerlässlich. Eine Hochgeschwindigkeitskamera arbeitet sehr präzise und muss für hohe Synchronität regelmäßig einer Kalibrierung unterzogen werden.

#### Objektive für digitale Hochgeschwindigkeitskameras bei Crashtests
Hochgeschwindigkeitskameras benötigen angemessene Objektive. In Crashtests werden für die so genannten Onboard-Aufnahmen (mitfahrend im Versuchsaufbau bzw. im Fahrzeug) nicht nur crash-feste Hochgeschwindigkeitskameras eingesetzt, sondern auch crash-feste Objektive. In der Regel sind es Standard-Objektive gängiger Hersteller, die von den Herstellern der Hochgeschwindigkeitskameras geprüft und für geeignet erklärt worden sind.
Zoom-Objektive bzw. Objektive mit verstellbarer Brennweite können nicht onboard eingesetzt werden, da diese grundsätzlich nicht crash-fest sein können. Zoom-Objektive sind gegenüber Objektiven mit fester Brennweite wesentlich komplizierter aufgebaut und haben im Inneren eine empfindliche Feinmechanik zum Einstellen der Entfernungen zwischen den einzelnen Optik-Segmenten (Linsen) des Objektives. Die besagte Feinmechanik im Inneren eines Zoom-Objektives kann die hohen Beschleunigungen eines Crashtestes in der Regel nicht aushalten. Zudem sind Zoom-Objektive wesentlich größer und schwerer als Festbrennweitenobjektive, sodass das Gewicht und die Größe des Objektives durch höheres Kippmoment bzw. höhere Seitenkraft dessen Befestigung an der Kamera beschädigen kann. Für den stationären Einsatz werden Zoom-Objektive jedoch bevorzugt verwendet, da diese eine hohe Flexibilität beim Einstellen des Bildausschnittes liefern.
Ganz wichtig in Bezug auf Objektive ist auch die Lichtstärke eines Objektives. Bei Hochgeschwindigkeitskameras in Crashtests gilt: Je größer desto besser. Die Lichtstärke gibt indirekt die Lichtdurchlässigkeit eines Objektives wieder. Da man bei Hochgeschwindigkeitskameras mit geringen Belichtungszeiten und hohem Beleuchtungsaufwand arbeiten muss, sind Objektive mit hoher Lichtdurchlässigkeit zu bevorzugen. In der Regel werden Objektive mit Lichtstärken von 1:1,2 über 1:2,8 bis 1:4 eingesetzt.
Was den Wert der Brennweite betrifft, sollte man sich an den gegebenen Anforderungen und den gewünschten Bildausschnitten orientieren. Zu beachten ist lediglich, dass Objektive mit geringer Brennweite (≤ 16 mm), also Weitwinkel-Objektive, das Bild an den Rändern stark verzerren und so eine Analyse der Aufnahme erschweren. Objektive mit zu großen Brennweiten (≥ 200 mm), also Teleobjektive, können auch nur bedingt eingesetzt werden, da die Lichtintensität mit zunehmender Entfernung stark abnimmt und somit eine Belichtung mit Hochgeschwindigkeitskameras erschwert wird. In Crashtests werden Objektive mit Brennweitenbereichen von 4 mm bis ca. 100 mm eingesetzt, sodass Entfernungen von 0,3 m bis ca. 15 m zum zu filmenden Objekt problemlos abgedeckt werden.

### Kleine Hochgeschwindigkeitskameras
Durch besonders kompakte Bauweisen ergeben sich für die Kameras neue Anwendungsgebiete.
| Kamera         | Firma                | Maße                  |
| -------------- | -------------------- | --------------------- |
| Phantom N5     | Vision Research Inc. | 32 mm × 32 mm × 28 mm |
| Micro-G1       | AOS Technologies AG  | 30 mm × 32 mm × 59 mm |
| Ipcam Race 400 | Genexta              | 25 mm × 20 mm × 80 mm |